# 列翁季夫卡
50°38′41″N 33°34′8″E / 50.64472°N 33.56889°E
萊翁季夫卡（烏克蘭語：Левондівка）是位於烏克蘭東北部的村莊，由蘇梅州羅姆內區的羅姆內市鎮負責管轄。該村距離奧列克西伊夫卡、薩沃伊西克、新卡利尼夫卡和斯維季夫希納1.5公里，海拔高度159米，2001年人口228。